# Мария, Виктор Сауде
Виктор Сауде Мария (порт. Victor Saúde Maria; 27 апреля 1939 — 25 октября 1999) — политический деятель Гвинеи-Бисау, премьер-министр страны с 14 мая 1982 по 10 марта 1984 года, вице-президент страны с 14 ноября 1980 по 10 марта 1984 года.

## Биография
Вступил в Африканскую партию независимости Гвинеи и Кабо-Верде (ПАИГК) в 1958 году и стал одним из самых доверенных товарищей Амилкара Кабрала. Пройдя военную подготовку в КНР, тесно сотрудничал с Кабралом в штаб-квартире ПАИГК в Конакри и в иностранных поездках.
После провозглашения независимости был первым министром иностранных дел Гвинеи-Бисау (1974—1982), а затем премьер-министром с 1982 по 1984 год. В 1984 году был объявлен предателем и оказался в тюрьме из-за проигрыша в борьбе за власть с президентом Жуаном Бернарду Виейрой, чей переворот ранее поддержал в 1980 году. В 1986 году во многом благодаря кампании Amnesty International оказался на свободе и бежал в Португалию.
Мария вернулся из изгнания в 1990 году и стал майором Бисау до 1992 года, когда создал Объединённую социал-демократическую партию. Баллотировался в президенты в 1994 году, заняв седьмое место и получив 2,07 % голосов. Он возглавлял Объединённую социал-демократическую партию до момента своего убийства в 1999 году.